# Ladina Meier-Ruge
Ladina Meier-Ruge (* 2. März 1992) ist eine ehemalige Schweizer Biathletin.

## Karriere
Ladina Meier-Ruge begann ihren sportlichen Werdegang im Skilanglauf und nahm Anfang März 2008 an den Jugendspielen der Organisation der Alpenländer-Skiverbände im französischen Bois-d’Amont teil. Sowohl im Einzel über 5 km Freistil als auch mit der Schweizer 3 × 5-km-Staffel platzierte sie sich im Mittelfeld. In der Folgezeit absolvierte sie zahlreiche in der Schweiz ausgetragene Rennen der FIS-Kategorie mit vergleichbaren Ergebnissen, darunter auch nationale Meisterschaften. 2010 wechselte sie zum Biathlonsport und war nur noch sporadisch in Skilanglaufwettbewerben vertreten. Anfang 2011 startete sie als Jugendliche bei den Juniorenweltmeisterschaften in Nové Město na Moravě und erreichte bei ihren ersten internationalen Titelkämpfen die Ränge 64 im Sprint und 41 im Einzel. Knapp zwei Monate später wurde sie bei den Schweizer Jugendmeisterschaften Fünfte im Massenstart und Vierte im Sprint. Die Gesamtwertung des RWS Swiss-Cups beendete sie als Vize-Cupsiegerin hinter Patricia Jost. Nach Saisonende stieg sie in das Junioren-C-Kader des nationalen Verbandes Swiss-Ski auf.
Ihren ersten Wettkampf im IBU-Cup bestritt Meier-Ruge am 10. Dezember 2011 in Ridnaun mit Platz 86 im Einzel. Tags darauf verbesserte sie sich im Sprint um vier Positionen. Beim anschliessenden IBU-Cup in Obertilliach lief sie mit der Mixed-Staffel an der Seite von Irene Cadurisch, Serafin Wiestner und Christian Stebler auf den 15. Rang. Beim unterklassigen Alpencup in Martell erreichte sie Anfang Januar 2012 jeweils den dritten Platz im Sprint und in der Verfolgung. Einen Monat danach trat sie bei den Junioreneuropameisterschaften im slowakischen Osrblie an und schaffte als bestes Ergebnis Rang 35 im Einzel. Die folgenden Juniorenweltmeisterschaften in Kontiolahti verliefen in den drei Einzelrennen mit Resultaten zwischen Platz 43 und 53 ähnlich. Auf der dritten Position in der Schweizer Staffel laufend, kam sie mit Irene Cadurisch und Elisa Gasparin als Achte ins Ziel. Zum Saisonabschluss gewann sie Ende März 2012 zwei Bronzemedaillen im Sprint und Massenstart bei den Schweizer Meisterschaften und wurde darüber hinaus Gesamtsiegerin im RWS Swiss-Cup der Juniorinnen. Für die Folgesaison wurde sie in das neu zusammengeführten C-Kader (Junioren-Nationalkader) aufgenommen.

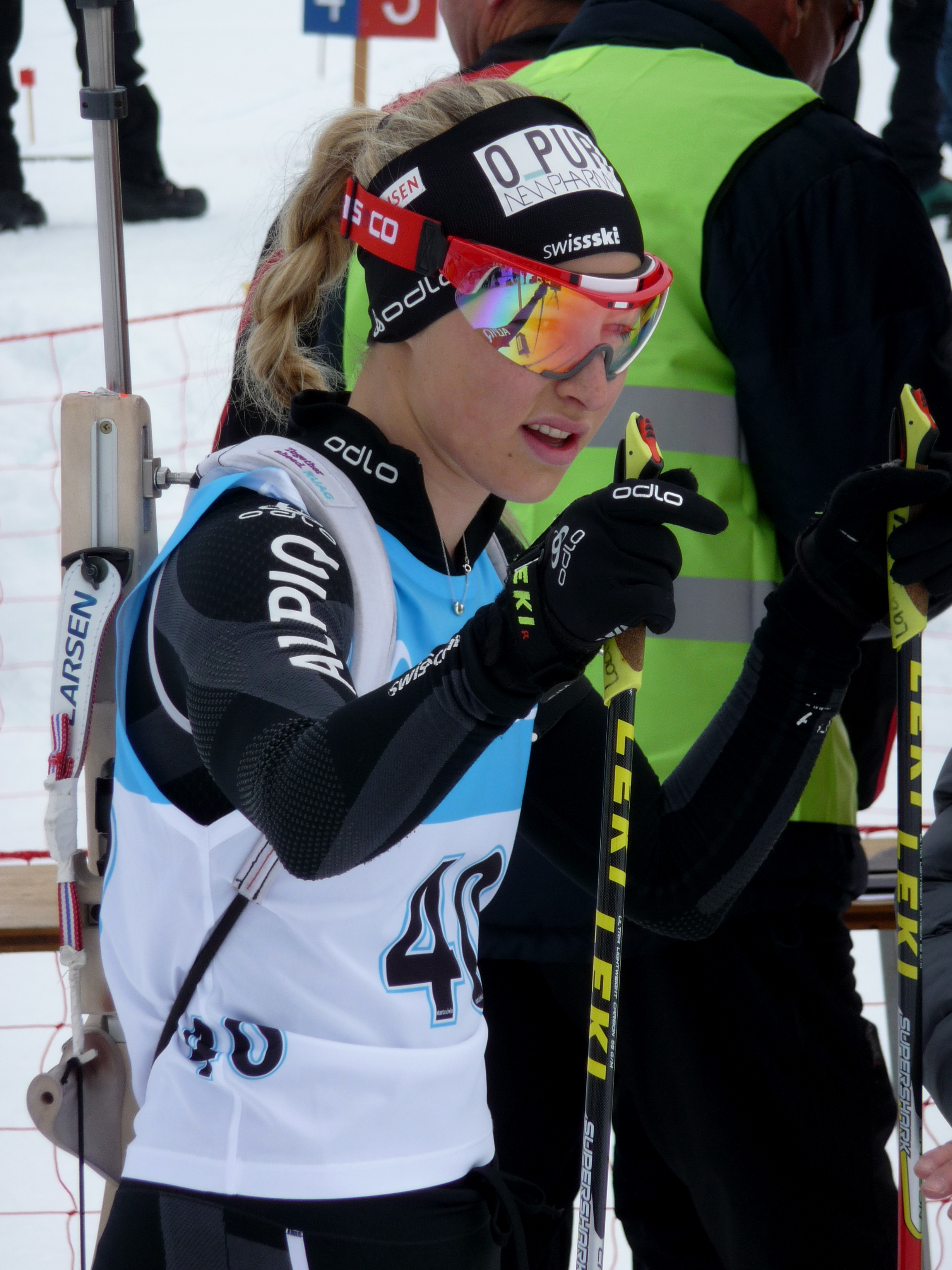
Ladina Meier-Ruge bei den Schweizer Meisterschaften in La Lécherette, März 2013

Ende August 2012 verzeichnete Meier-Ruge beim IBU-Roller-Cup der Juniorinnen in Forni Avoltri zwei Podestplatzierungen. Zum Saisonauftakt gelang ihr beim IBU-Cup in Beitostølen am 1. Dezember 2012 mit Rang 43 im Sprint das bislang beste Karriereergebnis in der kontinentalen Wettkampfserie. Ohne Schiessfehler hatte sie knapp drei Minuten Rückstand auf die Siegerin Ann Kristin Flatland. Ihr Weltcupdebüt feierte sie am 9. Dezember 2012 in Hochfilzen. Als Schlussläuferin und Ersatz für die erkrankte Patricia Jost komplettierte sie die Schweizer Frauenstaffel und wurde als 16. von 22 gestarteten Nationen kurz vor dem Ziel wegen Überrundung aus dem Rennen genommen. Zum ersten Mal in der Geschichte des internationalen Biathlonsports gingen mit Selina, Elisa und Aita Gasparin drei Schwestern in einer Staffel an den Start. Anfang Januar 2013 wurde sie in Oberhof erneut für die Weltcupstaffel aufgeboten und belegte mit ihren Teamkolleginnen in leicht veränderter Besetzung den 15. Platz. Bei den Juniorenweltmeisterschaften in Obertilliach wurde sie Ende Januar 2013 mit guten Schiessleistungen 35. im Sprint, 30. in der Verfolgung und 32. im Einzel.
In der Staffel war sie als Startläuferin trotz Strafrunde zusammen mit Aita Gasparin und Patricia Jost an Rang fünf beteiligt. Im Februar 2013 erreichte sie bei den Europameisterschaften in Bansko im Einzel und im Sprint der Juniorinnen die Plätze 28 und 41. Zum Saisonende lief sie bei den Alpencups in Hochfilzen und Pokljuka im März 2013 zweimal auf das Podest. In der Gesamtwertung der Juniorinnen klassierte sie sich hinter der Österreicherin Fabienne Hartweger und Mannschaftskollegin Flurina Volken auf dem dritten Rang.
Bei ihrem ersten Sprintwettkampf im Weltcup belegte sie am 3. Januar 2014 in Oberhof Rang 87.

## Persönliches

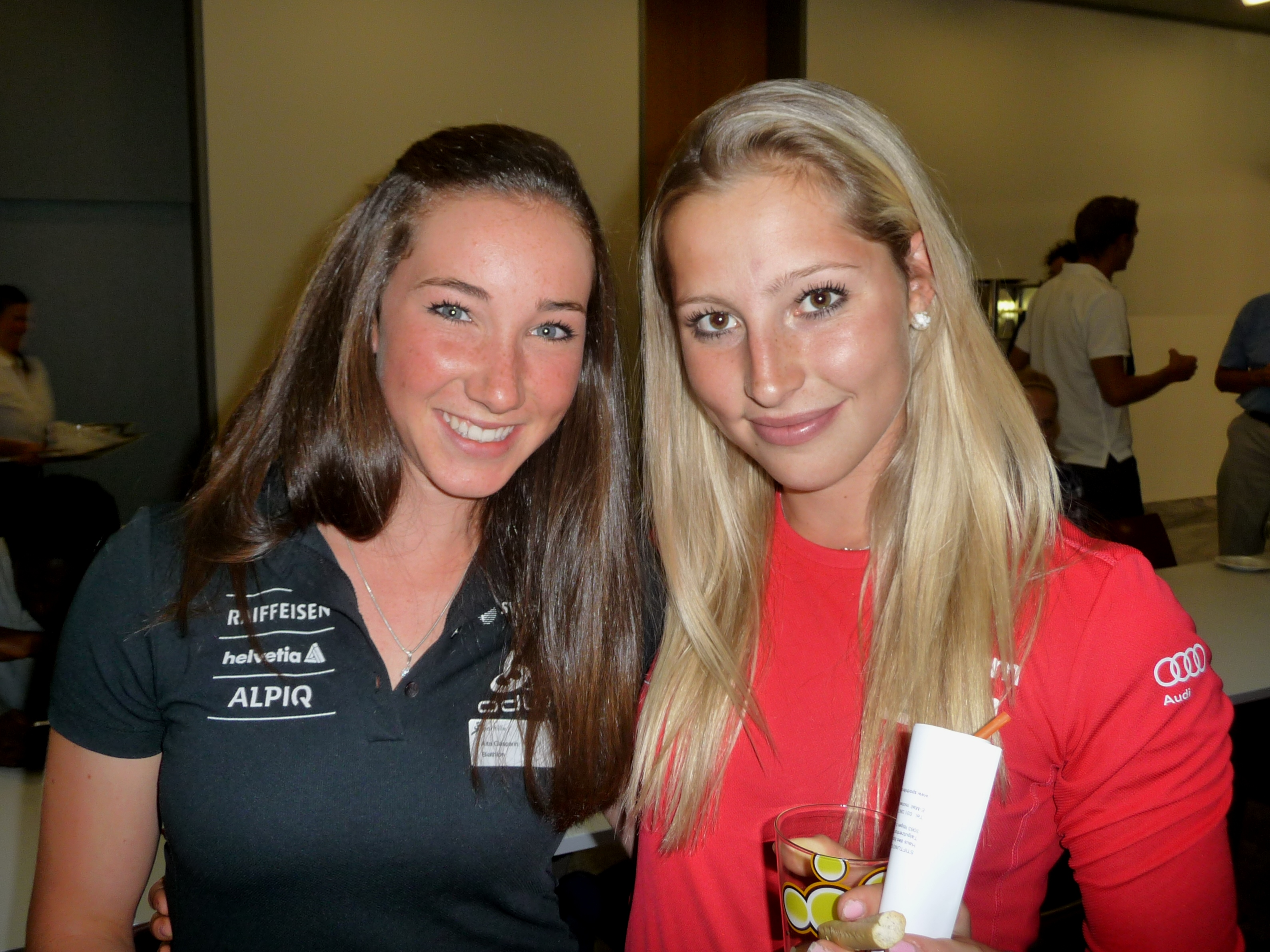
Ladina Meier-Ruge (rechts) mit Aita Gasparin im Haus des Sports in Ittigen, September 2012

Ladina Meier-Ruge stammt aus der Gemeinde Fiesch im Kanton Wallis und startete für den Skiclub Obergoms.
Am 8. November 2010 beteiligte sie sich in Brig an einem von insgesamt sechs schweizweiten Castings, in denen Nachwuchstalente als Moderatoren für den neu gegründeten Fernsehsender Joiz gesucht wurden. Bei der Abstimmung zur Vorauswahl auf dem Online-Portal der Pendlerzeitung 20 Minuten landete sie auf dem dritten Platz.
Bereits als aktive Biathletin studierte Meier-Ruge Medizin. Nach dem Staatsexamen im Herbst 2023 führt sie den Titel Dr. med. Am 1. November 2023 trat sie eine Stelle als Assistenzärztin an der Hochgebirgsklinik Davos an.

## Weltcupstatistik
Die Tabelle zeigt alle Platzierungen (je nach Austragungsjahr einschliesslich Olympische Spiele und Weltmeisterschaften).
- 1.–3. Platz: Anzahl der Podiumsplatzierungen
- Top 10: Anzahl der Platzierungen unter den ersten zehn (einschliesslich Podium)
- Punkteränge: Anzahl der Platzierungen innerhalb der Punkteränge (einschliesslich Podium und Top 10)
- Starts: Anzahl gelaufener Rennen in der jeweiligen Disziplin
- Staffel: inklusive Mixed- und Single-Mixed-Staffeln

| Platzierung              | Einzel | Sprint | Verfolgung | Massenstart | Staffel | Gesamt |
| ------------------------ | ------ | ------ | ---------- | ----------- | ------- | ------ |
| 1. Platz                 |        |        |            |             |         |        |
| 2. Platz                 |        |        |            |             |         |        |
| 3. Platz                 |        |        |            |             |         |        |
| Top 10                   |        |        |            |             |         |        |
| Punkteränge              |        |        |            |             | 7       | 7      |
| Starts                   | 2      | 6      |            |             | 7       | 15     |
| Stand: 31. Dezember 2021 |        |        |            |             |         |        |